# Meleonoma aridula
Meleonoma aridula är en fjärilsart som beskrevs av Edward Meyrick 1910. Meleonoma aridula ingår i släktet Meleonoma och familjen fransmalar. Inga underarter finns listade i Catalogue of Life.